# Karang Duwak
Karang Duwak is een bestuurslaag in het regentschap Bangkalan van de provincie Oost-Java, Indonesië. Karang Duwak telt 1922 inwoners (volkstelling 2010).